# Vittorio Gassman
Vittorio Gassman, nato Vittorio Gassmann (Struppa, 1º settembre 1922 – Roma, 29 giugno 2000), è stato un attore, regista, sceneggiatore e scrittore italiano, attivo in campo teatrale, cinematografico e televisivo.
Soprannominato il Mattatore (dall'omonimo spettacolo televisivo da lui condotto nel 1959), è considerato uno dei migliori e più rappresentativi attori italiani di sempre, ricordato per il portamento e la dizione marcatamente teatrali, nonché per l'assoluta professionalità (al limite del maniacale), per la versatilità e per il magnetismo della sua presenza scenica. Artista con profonde radici nel mondo del teatro più impegnato, fu fondatore e direttore del Teatro d'arte Italiano. La lunga carriera in Italia e all'estero comprende produzioni importanti, così come dozzine di divertissement che gli diedero una vasta popolarità.
Con Alberto Sordi, Ugo Tognazzi, Nino Manfredi e Marcello Mastroianni, Gassman è ritenuto uno dei più grandi interpreti della commedia all'italiana.

## Biografia

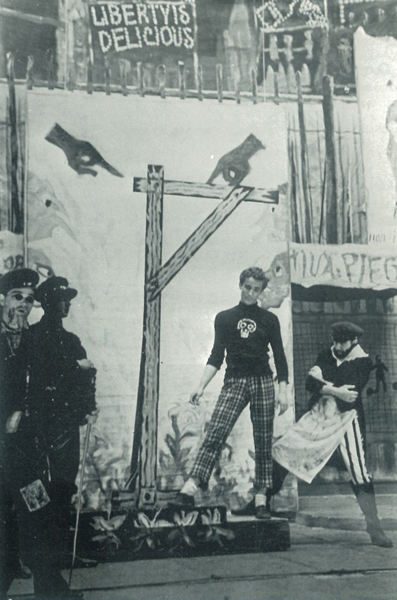
Vittorio Gassman allievo dell'Accademia nazionale d'arte drammatica

Nacque nell'attuale quartiere genovese di Struppa, all'epoca comune autonomo, il 1º settembre 1922, figlio di Heinrich Gassmann, un ingegnere civile tedesco di Karlsruhe, e di Luisa Ambrosi (nata Ambroon), pisana di religione ebraica. All'età di 5 anni visse un anno a Palmi, in provincia di Reggio Calabria, dove il padre era impegnato nella costruzione del nuovo quartiere abitativo "Ferrobeton". Gassman raccontò spesso di ricordi legati a quella breve esperienza vissuta nella cittadina calabrese e di come vi rimase legato, tanto da citarla nel film Il mattatore (1960) di Dino Risi. Nel 1934, in piena epoca fascista e nazista, la madre, rimasta vedova, modificò all'anagrafe il proprio cognome; contestualmente, la n finale fu rimossa dal cognome dei figli.

### Anni quaranta

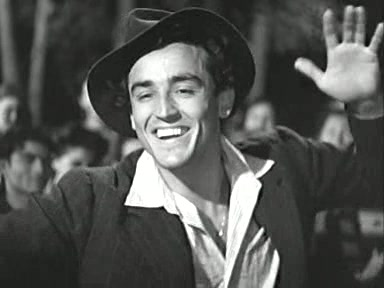
Vittorio Gassman nel suo primo grande successo cinematografico, Riso amaro (1949)

Quando aveva sei anni, la sua famiglia si trasferì a Roma, ove successivamente egli ottenne la maturità classica al Liceo Torquato Tasso nello stesso periodo di Raimondo Vianello, si iscrisse alla facoltà di giurisprudenza (che non completò) e frequentò l'Accademia nazionale d'arte drammatica, nella quale studiarono anche Paolo Stoppa, Rina Morelli, Adolfo Celi, Luigi Squarzina, Elio Pandolfi, Rossella Falk, Lea Padovani e, successivamente, Paolo Panelli, Nino Manfredi, Tino Buazzelli, Gianrico Tedeschi, Monica Vitti, Luca Ronconi e altri. In questi anni, dotato di fisico atletico, si distinse come giocatore di pallacanestro tesserato per la S.S. Parioli, arrivando a far parte della nazionale universitaria e a giocare la finale scudetto con la 'Bruno Mussolini' nel 1942.
Il suo debutto teatrale avvenne nel 1943, con Alda Borelli, nella Nemica di Dario Niccodemi. Continuò quindi al Teatro Eliseo, unendosi a Tino Carraro ed Ernesto Calindri in un trio che rimase celebre: con loro recitò in diverse opere, dalla commedia borghese al teatro intellettuale, senza difficoltà nel passare da una all'altro.
Con la compagnia di Luchino Visconti Gassman ottenne i successi della maturità, assieme a Paolo Stoppa, Rina Morelli e Paola Borboni. Gassman interpretò Kowalski in Un tram che si chiama desiderio di Tennessee Williams, recitò in Rosalinda o Come vi piace di Shakespeare e nell'Oreste di Vittorio Alfieri. Successivamente entrò nel Teatro Nazionale con Massimo Girotti e Arnoldo Foà, per un Peer Gynt (Ibsen) di successo.
Il suo debutto cinematografico è del 1945, in Incontro con Laura, di Carlo Alberto Felice: la pellicola è andata perduta, e il suo primo film superstite è Preludio d'amore (1946), di Giovanni Paolucci. Nel 1947 si fa conoscere dal grande pubblico con Daniele Cortis, di Mario Soldati, l'anno successivo partecipa al film L'ebreo errante di Goffredo Alessandrini, e due anni dopo coglie il suo primo grande successo con Riso amaro, diretto da Giuseppe De Santis, uno dei capolavori del primo neorealismo. Nello stesso anno recita nel film Una voce nel tuo cuore di Alberto D'Aversa, dove interpreta un giornalista al fianco di Constance Dowling, Nino Pavese e Beniamino Gigli.
Nel 1947 interpreta Il Pescatore Verde nel secondo adattamento cinematografico di Pinocchio di Gianetto Guardone.

### Anni cinquanta

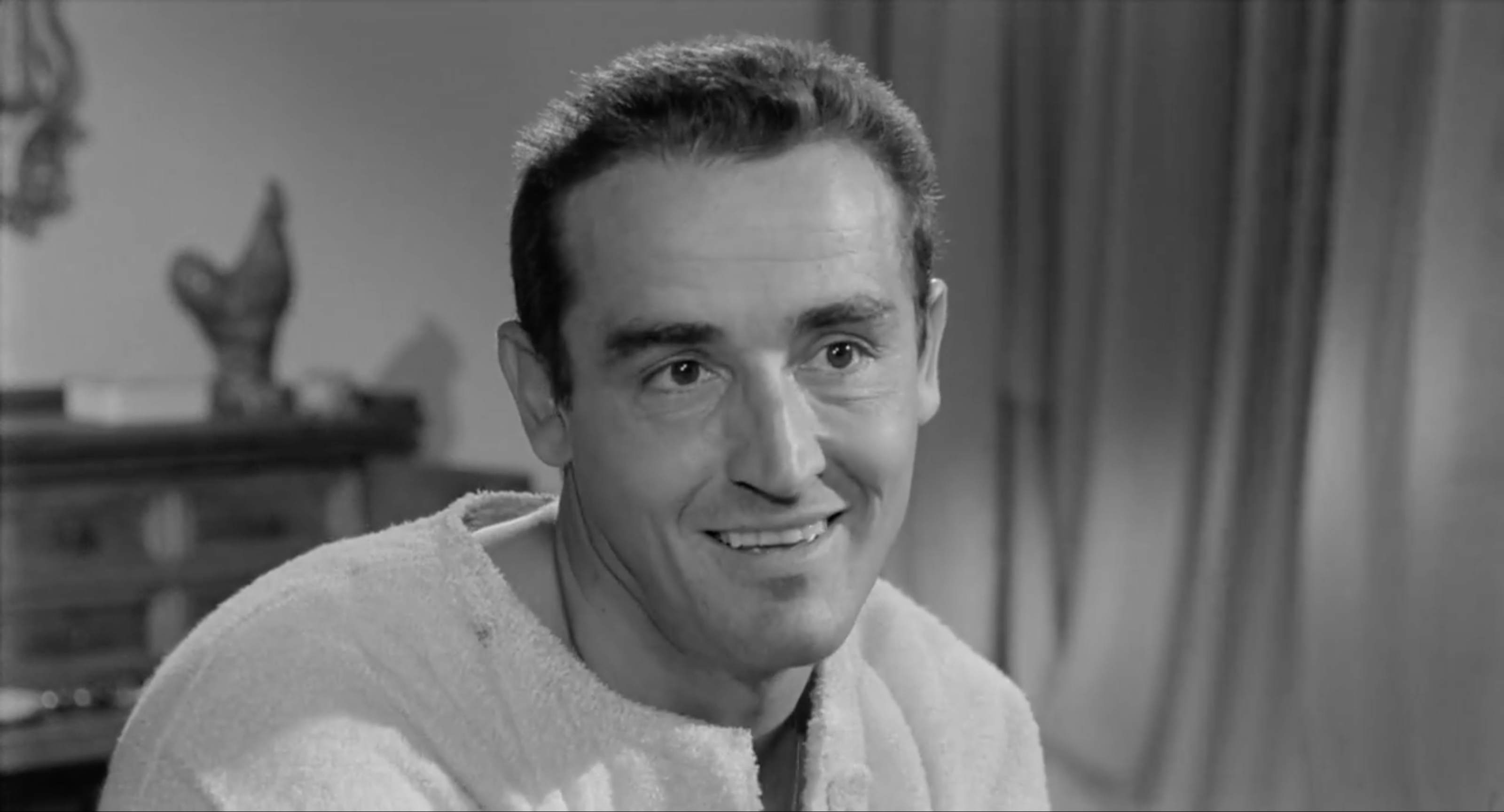
Vittorio Gassman ne Il sorpasso (1962)

Nel 1952, assieme a Luigi Squarzina, fondò e diresse il Teatro d'Arte Italiano, producendo la prima versione completa dell'Amleto in Italia, oltre a opere rare come il Tieste di Seneca o I Persiani di Eschilo. Interpreta nel 1954 a Siracusa per il XIII ciclo degli spettacoli classici il Prometeo Incatenato di Eschilo e nel 1960 l'Orestiade regia e traduzione di Pier Paolo Pasolini.
Nel 1956, anno chiave della sua carriera artistica, Gassman interpretò l'Otello con il grande attore Salvo Randone, con il quale alternava ogni sera i ruoli del Moro e di Iago. Nello stesso anno partecipa, con un ruolo di rilievo, a Guerra e pace di King Vidor - che tuttora risulta il film italiano più visto di sempre - affermandosi come attore di caratura internazionale. Tre anni dopo, in un programma televisivo intitolato Il Mattatore, ottenne un inaspettato successo, e Il Mattatore divenne ben presto il soprannome che lo avrebbe accompagnato per il resto della vita.

### Anni sessanta

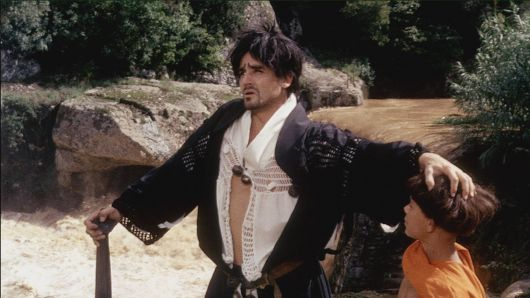
Vittorio Gassman ne L'armata Brancaleone (1966)

Gli anni sessanta si rivelarono molto gratificanti per la carriera cinematografica di Vittorio Gassman, sulla scia del grande successo ottenuto nel 1958 con I soliti ignoti di Mario Monicelli, insieme a Claudia Cardinale, Totò, Memmo Carotenuto, Marcello Mastroianni, Tiberio Murgia, che ebbe anche due seguiti (Audace colpo dei soliti ignoti, 1959, di Nanni Loy; e il tardo I soliti ignoti vent'anni dopo, 1985, di Amanzio Todini). Il cinema lo aveva impegnato sino ad allora, in Italia e a Hollywood, in ruoli cinematografici atletici e di seducenti villain (dopo il trionfo di Riso amaro, 1949, di Giuseppe De Santis).
Monicelli lo rivelò anche ottimo attore di ruoli comici (come anche in La grande guerra, 1959, e nel dittico L'armata Brancaleone, 1966, e Brancaleone alle crociate, 1970) ed egli acquistò in breve una vasta notorietà con prodotti più popolari, specie sotto la regia di Dino Risi: oltre al già citato Il mattatore (1960), Il sorpasso (1962), La marcia su Roma (1962), I mostri (1963), Il gaucho (1964), Il tigre (1967) e Il profeta (1968). Nel 1969 co-diresse L'alibi, film autobiografico realizzato con i suoi compagni d'accademia Adolfo Celi e Luciano Lucignani.

### Anni settanta e ottanta

Alessandro e Vittorio Gassman nel 1983

Sempre per gli schermi italiani, Gassman è tornato a lavorare con Risi (In nome del popolo italiano, 1971; Profumo di donna, 1974; Telefoni bianchi (1976); Anima persa, 1977; Caro papà, 1979; Tolgo il disturbo, 1990; perfino un cameo nel ruolo di sé stesso in Sono fotogenico, 1980) e Monicelli (Camera d'albergo, 1981), avviando un proficuo sodalizio, già partito negli anni '60, con Ettore Scola (C'eravamo tanto amati, 1974; La terrazza, 1980; La famiglia, 1987); all'estero si è fatto invece apprezzare in Un matrimonio di Altman (1978), La tempesta di Mazursky (1982), Benvenuta di Delvaux (1983), La vita è un romanzo di Resnais (1983).
Nel 1987, su proposta di Bettino Craxi, venne incluso tra i membri dell'Assemblea nazionale del PSI.

### Anni novanta
Nell'ultimo decennio di vita ha continuato a lavorare per il cinema in Il lungo inverno di Jaime Camino (1992), in Sleepers di Barry Levinson (1996) e ancora per Scola in La cena (1998). Ha inoltre doppiato Mufasa nel classico Disney Il re leone (1994).

## Ritorno alla carriera teatrale
Nonostante i suoi successi cinematografici, Gassman non abbandonò mai il teatro. Nell'ultima parte della sua carriera aggiunse la poesia al suo repertorio, aiutando a far conoscere in Italia alcune opere straniere.
Vero perfezionista, aveva in odio la dizione imperfetta o le inflessioni dialettali, pur essendo in grado di rendere perfettamente, quando richiesto, la maggior parte dei dialetti italiani. In modo abbastanza coraggioso, accettò la sfida di dirigere l'Adelchi, una delle opere meno note e meno "facili" di Alessandro Manzoni. La tournée di questo spettacolo raccolse mezzo milione di spettatori, attraversando l'Italia con il suo Teatro Popolare Itinerante (una nuova edizione del famoso Carro di Tespi).
Le sue produzioni teatrali comprendono molti dei più famosi autori del XX secolo, oltre a frequenti ritorni ai classici come Shakespeare, Dostoevskij e i grandi drammaturghi greci.
Fondò inoltre una scuola di teatro a Firenze, quella Bottega Teatrale che diresse personalmente dal 1979 al 1991 e che è stata una protagonista del mondo culturale fiorentino, richiamando a Firenze moltissimi dei nomi più noti del teatro e del cinema italiano e mondiale: da Giorgio Albertazzi (per molti anni vicedirettore) a Orazio Costa, da Adolfo Celi a Anthony Quinn, da Antonella Daviso a Ettore Scola, da Yves Lebreton a Siro Ferrone, solo per ricordarne alcuni.

## La televisione

Vittorio Gassman con Paolo Ferrari nel programma TV Il Mattatore (1959)

In televisione dosò le sue apparizioni nei programmi popolari, tuttavia partecipò alle trasmissioni di Mina, Corrado e Pippo Baudo soprattutto. 
Debuttò con una trasmissione tutta sua, Il Mattatore, nel 1959, che ottenne grande successo e nel 1972 fu ospite fisso di Canzonissima, condotta da Pippo Baudo e Loretta Goggi.
Nel campo della pubblicità, interpretò Nostradamus in uno spot dell'Istituto Bancario San Paolo di Torino nel 1997, di cui si ricorda il "tormentone": «Questo lo ignoro!».
Gassman fu uomo di intense emozioni e di grande onestà intellettuale; la sua autoironia e il suo notevole senso dell'umorismo lo portarono negli anni novanta a prendere parte a un programma televisivo (Tunnel) nel quale, in maniera molto formale e seria, recitava documenti come la bolletta del gas, il menù del ristorante o gli annunci economici; "letture" che, con autoironia, venivano eseguite con la stessa abilità professionale e il tono elevato che lo resero famoso recitando la Divina Commedia di Dante. Nel 1999 fu protagonista del programma Il Mattatore - corso accelerato di piccole verità, andato in onda su Canale 5 e che fu la sua ultima apparizione televisiva.
Ha, inoltre, collaborato per la televisione in numerosi progetti con Rubino Rubini.

## Vita privata
Vittorio Gassman ebbe sei compagne, sempre colleghe attrici, sposandosi con tre di esse, e quattro figli:
- Nora Ricci (figlia di Renzo Ricci e Margherita Bagni), prima moglie, dalla quale ebbe la primogenita Paola, attrice e compagna di Ugo Pagliai, che gli diede due nipoti, Tommaso e Simona; il matrimonio con la Ricci venne in seguito annullato dalla Sacra Rota[18][19]
- Shelley Winters, seconda moglie, con cui concepì la figlia Vittoria (Tori)[20], medico geriatra, sempre vissuta negli Stati Uniti d'America[21] con il marito Robert a Westport, nello Stato del Connecticut, e che gli ha dato altri due nipoti: Harry, giornalista, e Ben, ambientalista.
- Juliette Mayniel, importante compagna mai sposata, relazione da cui nacque il figlio Alessandro, anch'egli attore e regista, il quale lo rese nonno di Leo, cantautore ed attore
- Diletta D'Andrea, terza moglie, con la quale rimase sposato fino alla morte ed ebbe l'ultimo figlio, Jacopo, regista; fu praticamente un secondo padre per Emanuele Salce, figlio della D'Andrea e del suo primo marito, il regista Luciano Salce
- Anna Maria Ferrero, con la quale ebbe una tumultuosa relazione tra il 1953 e il 1960, periodo nel quale i due fecero spessissimo coppia anche nel lavoro
- Annette Strøyberg, attrice danese alla quale fu legato dal 1961 al 1963

La sua vita privata lo rese spesso bersaglio di critiche: la sua disinvolta libertà nelle storie d'amore, nei matrimoni e nelle convivenze, condita da un annullamento presso la Sacra Rota, da un divorzio negli Stati Uniti d'America e da un figlio avuto da una donna con la quale non era sposato (Alessandro), suscitò scandalo negli anni Cinquanta e Sessanta, così come il suo iniziale ateismo, che in seguito lasciò il posto a una fede molto personale.
Nel profondo era un'anima pensosa e tormentata, la razionalità di base opposta ai richiami dell'infinito. Resta significativo, e simpatico, un suo «dibattito» con Alberto Sordi sui temi dell'esistenza e della religione: a Gassman che onestamente esternava i dubbi del pensante, Sordi con romanesca concretezza replicò invece: «A Vitto', io ce credo. Hai visto mai?».
Gassman inoltre espresse spesso commenti schietti e poco convenzionali, in qualche caso con il chiaro intento di sferzare le posizioni moderate, guadagnandosi così vari nemici nel mondo dello spettacolo e della cultura.

### Problemi di salute
Gassman fu probabilmente affetto da disturbo bipolare.

### La morte

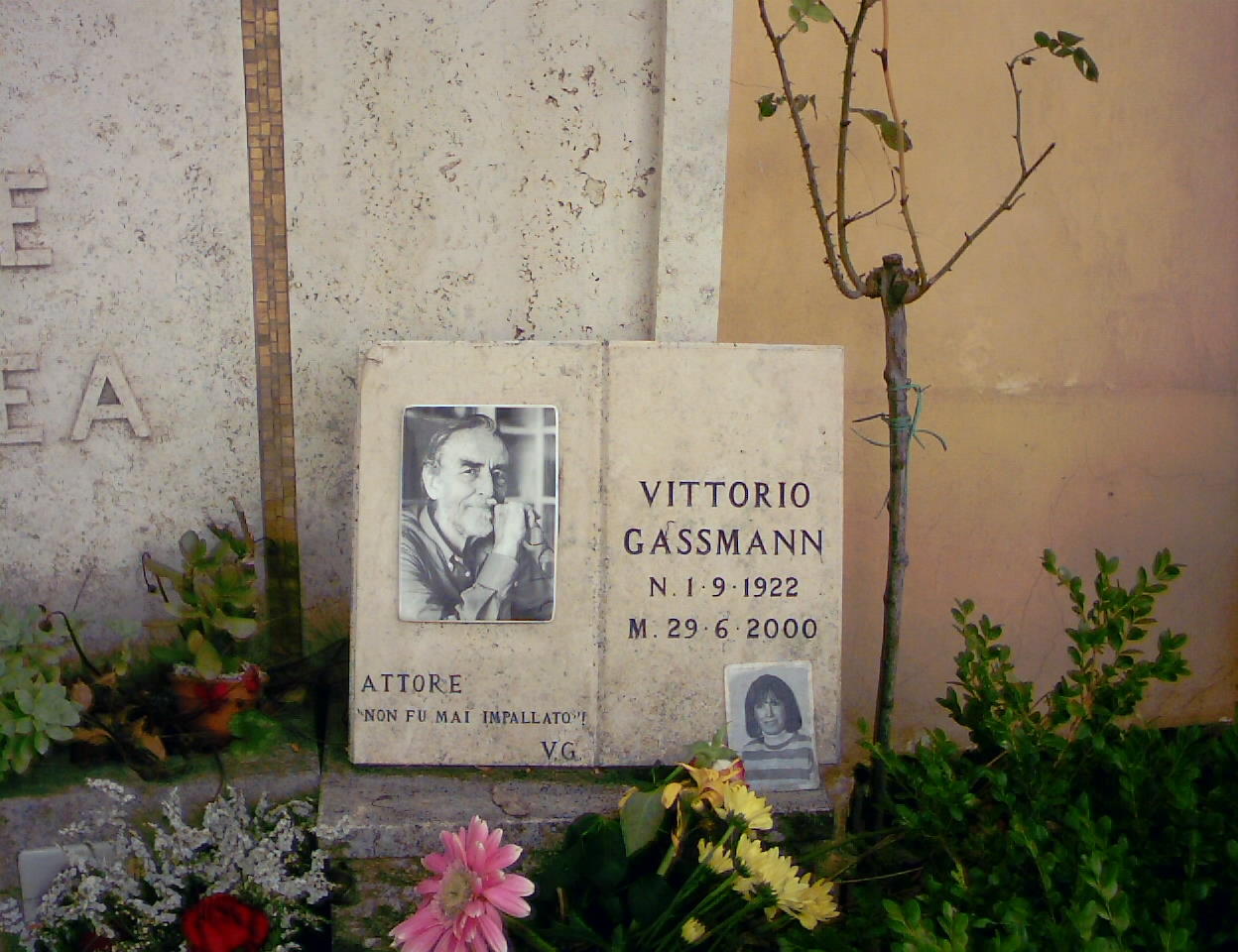
Tomba di Vittorio Gassmann al cimitero del Verano, a Roma

È morto nella sua abitazione a Roma il 29 giugno 2000, all'età di 77 anni, per un improvviso attacco cardiaco nel sonno. La camera ardente venne allestita il giorno successivo presso il Palazzo Senatorio in Campidoglio nella sala della Protomoteca e i funerali si sono celebrati il 1º luglio nella chiesa di San Gregorio al Celio, al quale furono presenti tantissimi volti del cinema e dello spettacolo; il suo corpo fu cremato e le sue ceneri vennero tumulate nella tomba della famiglia D'Andrea (la famiglia della terza moglie), nel cimitero monumentale del Verano, la cui presenza è indicata da una piccola lastra di pietra a forma di libro aperto riportante il seguente epitaffio, voluto da lui stesso: «Non fu mai impallato!».

## Filmografia

### Attore

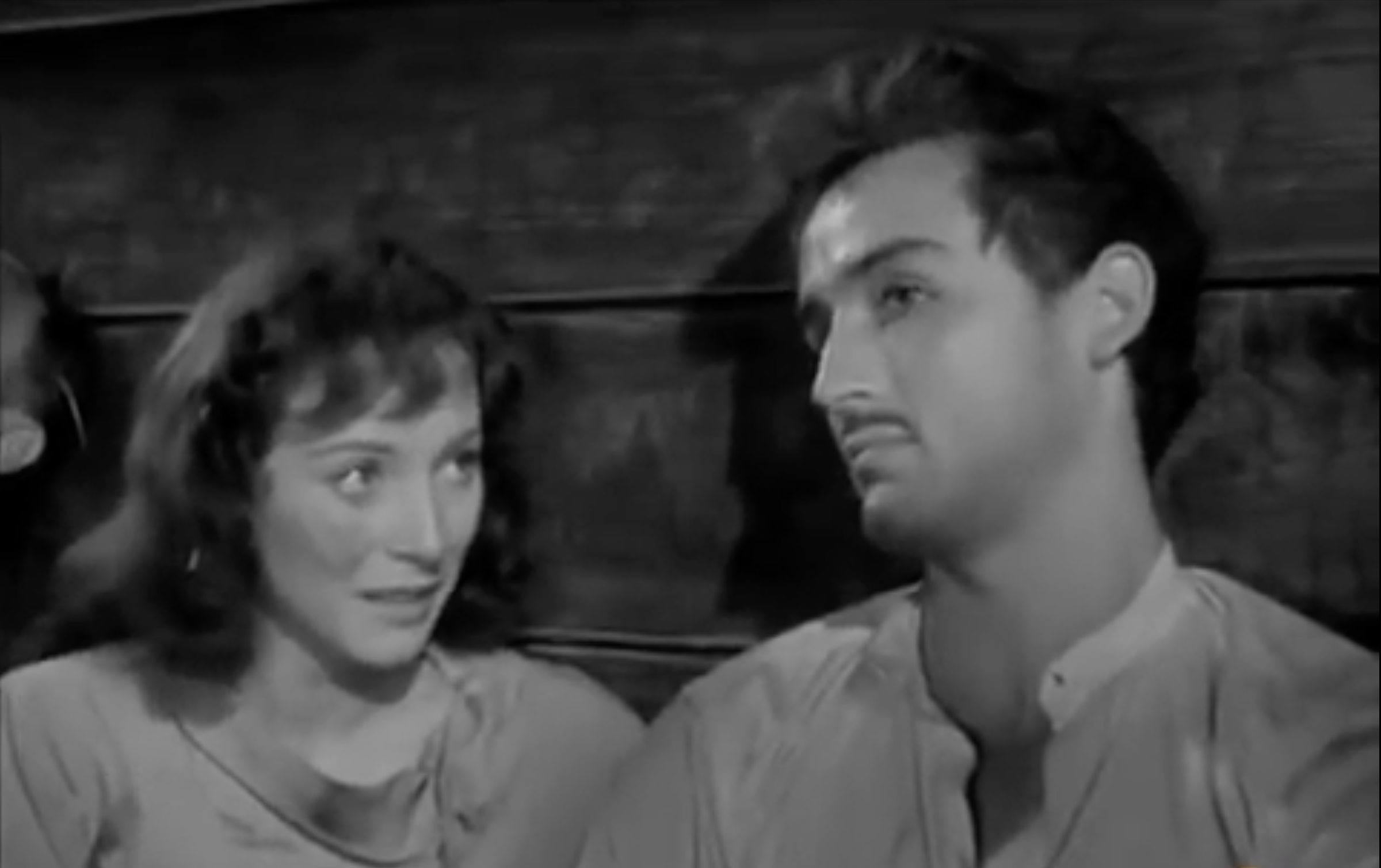
Vittorio Gassman con Valentina Cortese ne L'ebreo errante (1948)

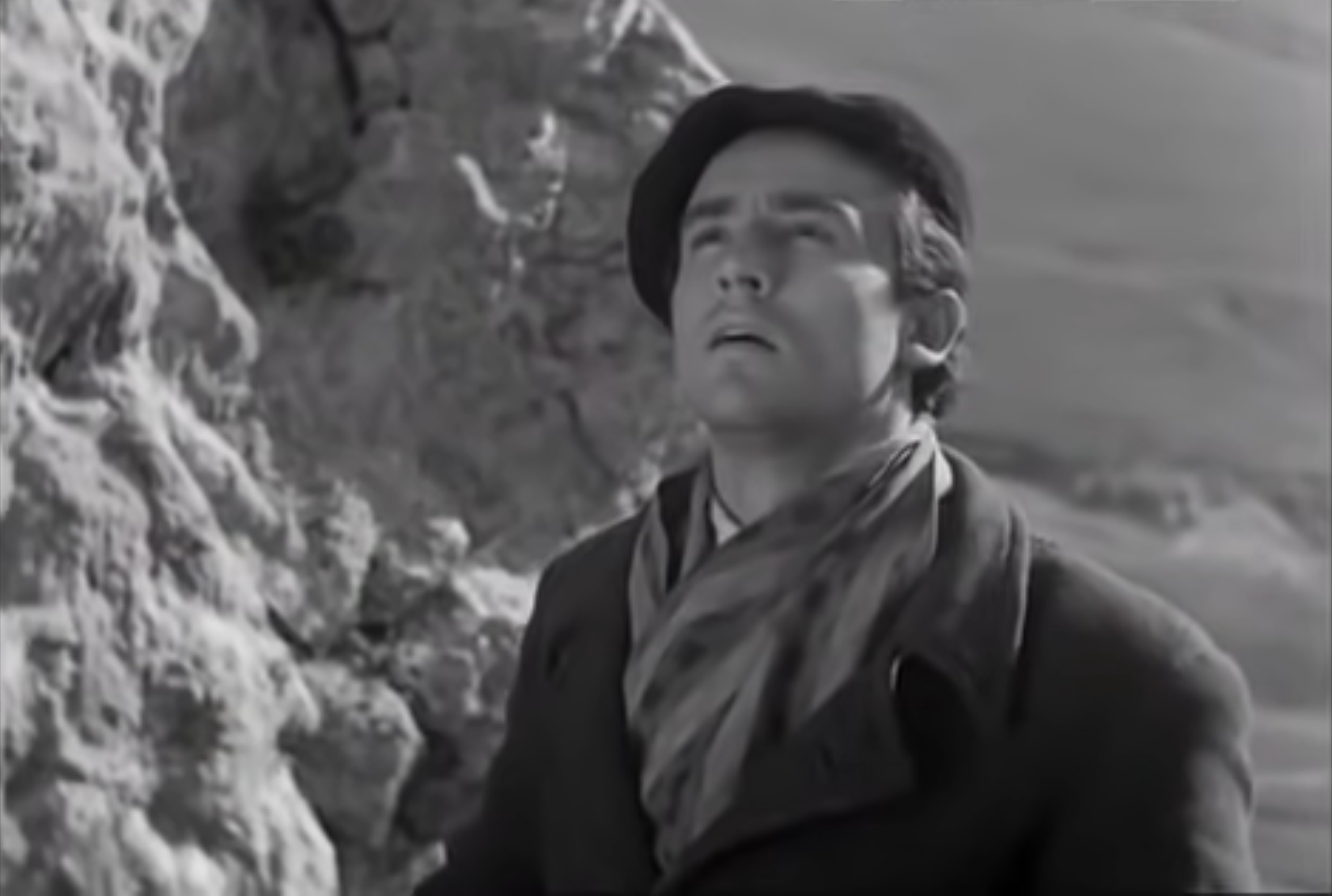
Vittorio Gassman ne I fuorilegge (1950)

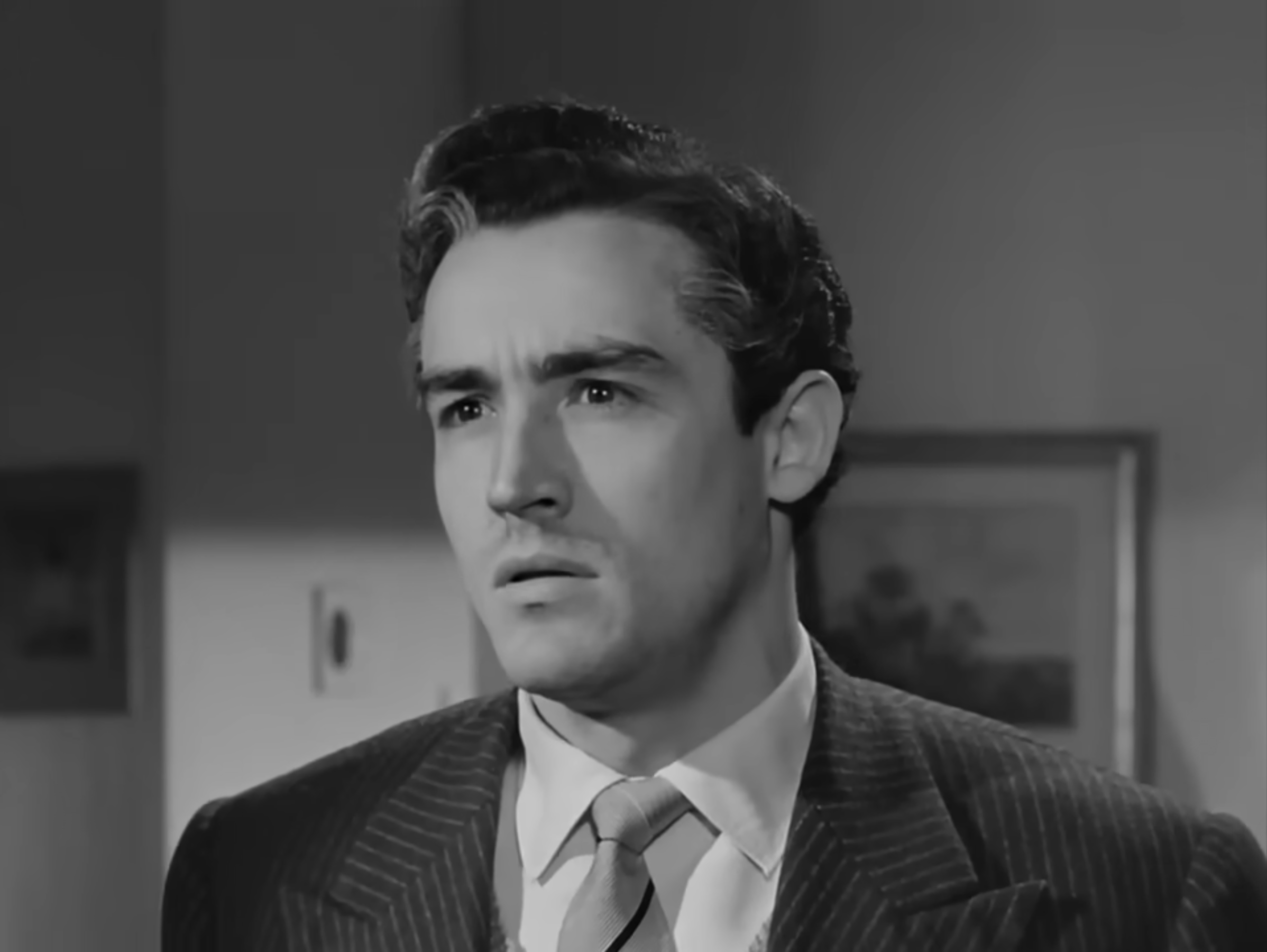
Vittorio Gassman ne Il tradimento (1951)

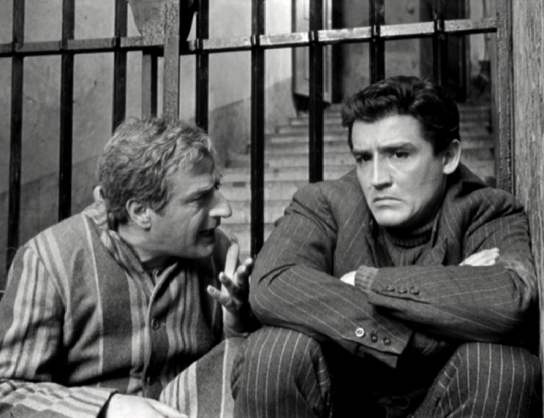
Vittorio Gassman ne I soliti ignoti (1958)

Vittorio Gassman con Alberto Sordi ne La grande guerra (1959)

Vittorio Gassman ne Il mattatore (1960)

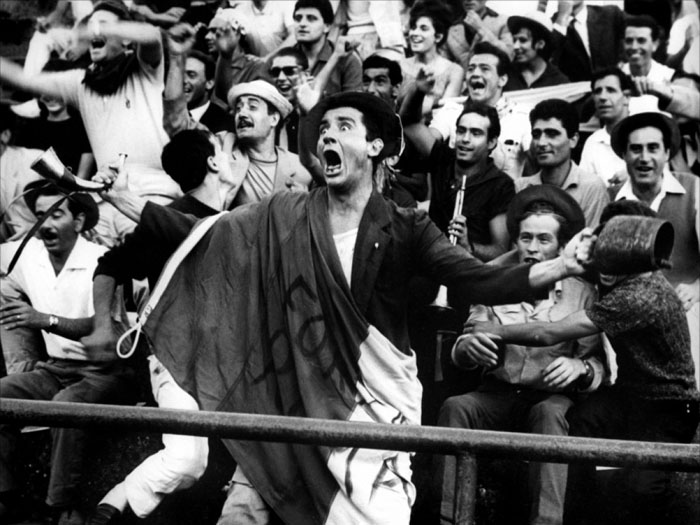
Vittorio Gassman ne I mostri (1963)

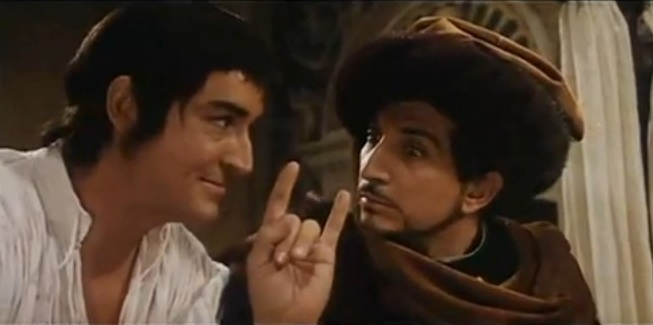
Vittorio Gassman con Luigi Vannucchi ne Le piacevoli notti (1966)

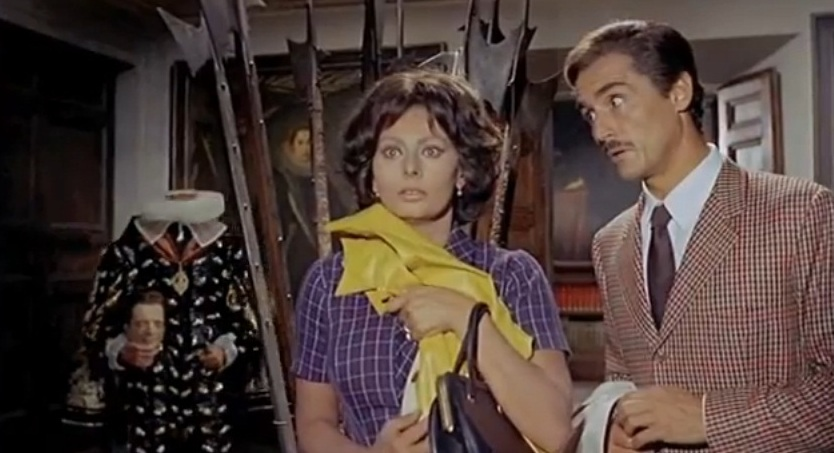
Vittorio Gassman con Sophia Loren in Questi fantasmi (1967)

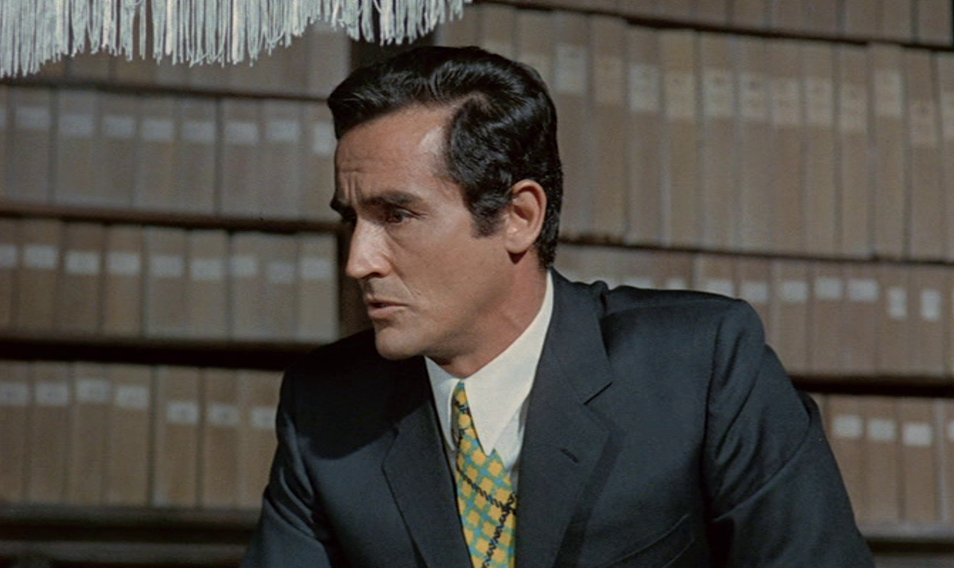
Vittorio Gassman ne La pecora nera (1968)

Vittorio Gassman con Claudia Cardinale in A mezzanotte va la ronda del piacere (1975)

Vittorio Gassman in Anima persa (1977)

Vittorio Gassman (al centro) con Ugo Tognazzi e Marcello Mastroianni ne La terrazza (1980)

Vittorio Gassman ne I picari (1987)

#### Cinema
- Incontro con Laura, regia di Carlo Alberto Felice (1945)
- Preludio d'amore, regia di Giovanni Paolucci (1946)
- Daniele Cortis, regia di Mario Soldati (1947)
- Le avventure di Pinocchio, regia di Giannetto Guardone (1947)
- La figlia del capitano, regia di Mario Camerini (1947)
- L'ebreo errante, regia di Goffredo Alessandrini (1948)
- Il cavaliere misterioso, regia di Riccardo Freda (1948)
- Il lupo della Sila, regia di Duilio Coletti (1949)
- Riso amaro, regia di Giuseppe De Santis (1949)
- Una voce nel tuo cuore, regia di Alberto D'Aversa (1949)
- I fuorilegge, regia di Aldo Vergano (1950)
- Ho sognato il paradiso, regia di Giorgio Pàstina (1950)
- Lo sparviero del Nilo, regia di Giacomo Gentilomo (1950)
- Il leone di Amalfi, regia di Pietro Francisci (1950)
- Il tradimento, regia di Riccardo Freda (1951)
- La corona nera (La corona negra), regia di Luis Saslavsky (1951)
- Anna, regia di Alberto Lattuada (1951)
- Il sogno di Zorro, regia di Mario Soldati (1952)
- La tratta delle bianche, regia di Luigi Comencini (1952)
- Sombrero, regia di Norman Foster (1953)
- Il muro di vetro (The Glass Wall), regia di Maxwell Shane (1953)
- L'urlo dell'inseguito (Cry of the Hunted), regia di Joseph H. Lewis (1953)
- Rapsodia (Rhapsody), regia di Charles Vidor (1954)
- Mambo, regia di Robert Rossen (1954)
- La donna più bella del mondo, regia di Robert Z. Leonard (1955)
- Kean - Genio e sregolatezza, regia di Vittorio Gassman e Francesco Rosi (1956)
- Giovanni dalle Bande Nere, regia di Sergio Grieco (1956)
- Guerra e pace, regia di King Vidor (1956)
- Difendo il mio amore, regia di Giulio Macchi (1956)
- La ragazza del Palio, regia di Luigi Zampa (1957)
- I soliti ignoti, regia di Mario Monicelli (1958)
- La tempesta, regia di Alberto Lattuada (1958)
- Le sorprese dell'amore, regia di Luigi Comencini (1959) - cameo
- La cambiale, regia di Camillo Mastrocinque (1959)
- La grande guerra, regia di Mario Monicelli (1959)
- Vento di tempesta (The Miracle), regia di Irving Rapper (1959)
- Audace colpo dei soliti ignoti, regia di Nanni Loy (1959)
- Il mattatore, regia di Dino Risi (1960)
- Crimen, regia di Mario Camerini (1960)
- Fantasmi a Roma, regia di Antonio Pietrangeli (1961)
- Il giudizio universale, regia di Vittorio De Sica (1961)
- Barabba, regia di Richard Fleischer (1961)
- I briganti italiani, regia di Mario Camerini (1961)
- Una vita difficile, regia di Dino Risi (1961) - cameo
- Il sorpasso, regia di Dino Risi (1962)
- Anima nera, regia di Roberto Rossellini (1962)
- La marcia su Roma, regia di Dino Risi (1962)
- La smania addosso, regia di Marcello Andrei (1962)
- L'avaro, episodio di L'amore difficile, regia di Luciano Lucignani (1962)
- Il successo, regia di Mauro Morassi (1963)
- I mostri, regia di Dino Risi (1963)
- Frenesia dell'estate, regia di Luigi Zampa (1964)
- Se permettete parliamo di donne, regia di Ettore Scola (1964)
- Il gaucho, regia di Dino Risi (1964)
- Slalom, regia di Luciano Salce (1965)
- La guerra segreta, regia di Christian-Jaque, Werner Klingler, Carlo Lizzani e Terence Young (1965)
- La congiuntura, regia di Ettore Scola (1965)
- Una vergine per il principe, regia di Pasquale Festa Campanile (1965)
- Le piacevoli notti, regia di Armando Crispino e Luciano Lucignani (1966)
- L'arcidiavolo, regia di Ettore Scola (1966)
- L'armata Brancaleone, regia di Mario Monicelli (1966)
- Lo scatenato, regia di Franco Indovina (1967)
- Sette volte donna, regia di Vittorio De Sica (1967)
- Il tigre, regia di Dino Risi (1967)
- Questi fantasmi, regia di Renato Castellani (1967)
- La pecora nera, regia di Luciano Salce (1968)
- Il profeta, regia di Dino Risi (1968)
- L'alibi, regia di Adolfo Celi, Vittorio Gassman e Luciano Lucignani (1969)
- Dove vai tutta nuda?, regia di Pasquale Festa Campanile (1969)
- Una su 13, regia di Nicolas Gessner (1969)
- L'arcangelo, regia di Giorgio Capitani (1969)
- Brancaleone alle crociate, regia di Mario Monicelli (1970)
- Il divorzio, regia di Romolo Guerrieri (1970)
- Contestazione generale, regia di Luigi Zampa (1970)
- Scipione detto anche l'Africano, regia di Luigi Magni (1971)
- In nome del popolo italiano, regia di Dino Risi (1971)
- L'udienza, regia di Marco Ferreri (1972)
- Senza famiglia, nullatenenti cercano affetto, regia di Vittorio Gassman (1972)
- Che c'entriamo noi con la rivoluzione?, regia di Sergio Corbucci (1972)
- La Tosca, regia di Luigi Magni (1973)
- Profumo di donna, regia di Dino Risi (1974)
- C'eravamo tanto amati, regia di Ettore Scola (1974)
- A mezzanotte va la ronda del piacere, regia di Marcello Fondato (1975)
- Come una rosa al naso, regia di Franco Rossi (1976)
- Telefoni bianchi, regia di Dino Risi (1976)
- Signore e signori, buonanotte, regia di Luigi Comencini, Nanni Loy, Luigi Magni, Mario Monicelli ed Ettore Scola (1976)
- Il deserto dei Tartari, regia di Valerio Zurlini (1976)
- Anima persa, regia di Dino Risi (1977)
- I nuovi mostri, regia di Mario Monicelli, Ettore Scola e Dino Risi (1977)
- Un matrimonio (A Wedding), regia di Robert Altman (1978)
- Quintet, regia di Robert Altman (1979)
- Caro papà, regia di Dino Risi (1979)
- Due pezzi di pane, regia di Sergio Citti (1979)
- Il ritorno di Maxwell Smart, regia di Clive Donner (1980)
- La terrazza, regia di Ettore Scola (1980)
- Sono fotogenico, regia di Dino Risi (1980) - cameo
- Il turno, regia di Tonino Cervi (1981)
- Camera d'albergo, regia di Mario Monicelli (1981)
- Pelle di sbirro, regia di Burt Reynolds (1981)
- La tempesta (Tempest), regia di Paul Mazursky (1982)
- Il conte Tacchia, regia di Sergio Corbucci (1982)
- La vita è un romanzo, regia di Alain Resnais (1983)
- Benvenuta, regia di André Delvaux (1983)
- Il potere del male, regia di Krzysztof Zanussi (1985)
- I soliti ignoti vent'anni dopo, regia di Amanzio Todini (1985)
- La famiglia, regia di Ettore Scola (1987)
- I picari, regia di Mario Monicelli (1987)
- Mortacci, regia di Sergio Citti (1989)
- Lo zio indegno, regia di Franco Brusati (1989)
- Dimenticare Palermo, regia di Francesco Rosi (1990)
- Tolgo il disturbo, regia di Dino Risi (1990)
- Le mille e una notte, regia di Philippe de Broca (1990)
- I divertimenti della vita privata, regia di Cristina Comencini (1990)
- Rossini! Rossini!, regia di Mario Monicelli (1991) - cameo
- Quando eravamo repressi, regia di Pino Quartullo (1992)
- Il lungo inverno, regia di Jaime Camino (1992)
- Cento di questi anni, regia di Corrado Farina (1994)
- Tutti gli anni una volta l'anno, regia di Gianfrancesco Lazotti (1994)
- Sleepers, regia di Barry Levinson (1996)
- La cena, regia di Ettore Scola (1998)
- La bomba, regia di Giulio Base (1999)

#### Serie TV
- Bel canto, Il secolo d'oro del melodramma italiano, presentato da Anna Moffo con la partecipazione di Vittorio Gassaman e Mario Del Monaco, trasmessa il 25 aprile 1962
- Cinecittà Cinecittà, regia di Vittorio De Sisti - miniserie TV (Rai 2, 1985)
- Abramo, regia di Joseph Sargent - miniserie TV (Rai 1, 1993)
- Deserto di fuoco, regia di Enzo G. Castellari - miniserie TV (Canale 5, 1997)

#### Documentari
- Vittorio racconta Gassman - Una vita da mattatore, regia di Giancarlo Scarchilli (2010)
- Sono Gassman! Vittorio re della commedia, regia di Fabrizio Corallo (2018)

### Regista

Vittorio Gassman in Kean - Genio e sregolatezza (1956)

- Kean - Genio e sregolatezza (1956), con Francesco Rosi
- L'alibi, co-regia di Adolfo Celi e Luciano Lucignani (1969)
- Senza famiglia, nullatenenti cercano affetto (1972)
- Di padre in figlio, co-regia di Alessandro Gassmann (1982)

### Doppiatore
- Il re leone (The Lion King), regia di Roger Allers e Rob Minkoff (1994) - Mufasa

## Teatro

Gassman a teatro interpreta Amleto

- Ma non è una cosa seria di Luigi Pirandello (1944)
- Giorno di nozze di Édouard Bourdet, Teatro Nuovo di Milano il 9 giugno 1944.
- La macchina da scrivere di Jean Cocteau, regia di Luchino Visconti, prima al Teatro Eliseo di Roma il 2 ottobre 1945.
- Rebecca di Daphne du Maurier, regia di Guido Salvini, prima al Teatro Quirino di Roma il 20 aprile 1946.
- Erano tutti miei figli di Arthur Miller, regia di Luigi Squarzina, prima al Teatro Quirino di Roma il 6 novembre 1947.
- Tre quarti di luna di Luigi Squarzina, regia di L. Squarzina, prima al Teatro Valle di Roma il 4 marzo 1953.
- Amleto di William Shakespeare, regia di Luigi Squarzina, prima al Teatro Valle di Roma il 2 marzo 1954.
- Leonora di Ferruccio Troiani, regia di Luigi Squarzina, prima al Teatro Valle di Roma il 2 aprile 1954.
- Prometeo incatenato, regia di Luigi Squarzina, prima al Teatro greco di Siracusa il 15 maggio 1954.
- Kean di Alessandro Dumas, regia di Vittorio Gassman, prima al Teatro municipale Giuseppe Verdi di Salerno il 25 novembre 1954.
- Sangue verde di Silvio Giovaninetti, regia di Vittorio Gassman, prima al Teatro Valle di Roma il 2 marzo 1955.
- Otello di William Shakespeare, regia di Vittorio Gassman e Claudio Fino, prima al Teatro Quirino di Roma (1956). Celebre l'interpretazione in coppia con Salvo Randone: i due attori, a sere alterne, si scambiavano i ruoli di Iago e Otello.
- Un marziano a Roma di Ennio Flaiano, regia di Vittorio Gassman, prima al Teatro Lirico di Milano il 23 novembre 1960.[31]
- Adelchi di Alessandro Manzoni, regia di Vittorio Gassman, Teatro Popolare Italiano il 19 ottobre 1960.
- O Cesare o nessuno, regia di Vittorio Gassman, prima al Teatro della Pergola di Firenze, il 4 dicembre 1974.
- Lieta serata insieme con Eduardo e i suoi compagni d'arte, conduce Vittorio Gassman, Teatro Tenda a Roma il 29 giugno 1978.
- Non chiederci la parola di Eugenio Montale, prima al Teatro Genovese il 16 gennaio 1988.
- Brindisi per un teatro, regia di Franco Gervasio, Teatro Municipale di Casale Monferrato in occasione dell'inaugurazione, 3 e 4 marzo 1990.
- Ulisse e la balena bianca, regia di Vittorio Gassman, prima alla piazza delle Feste Porto Antico di Genova il 6 luglio 1992.

## Prosa televisiva Rai

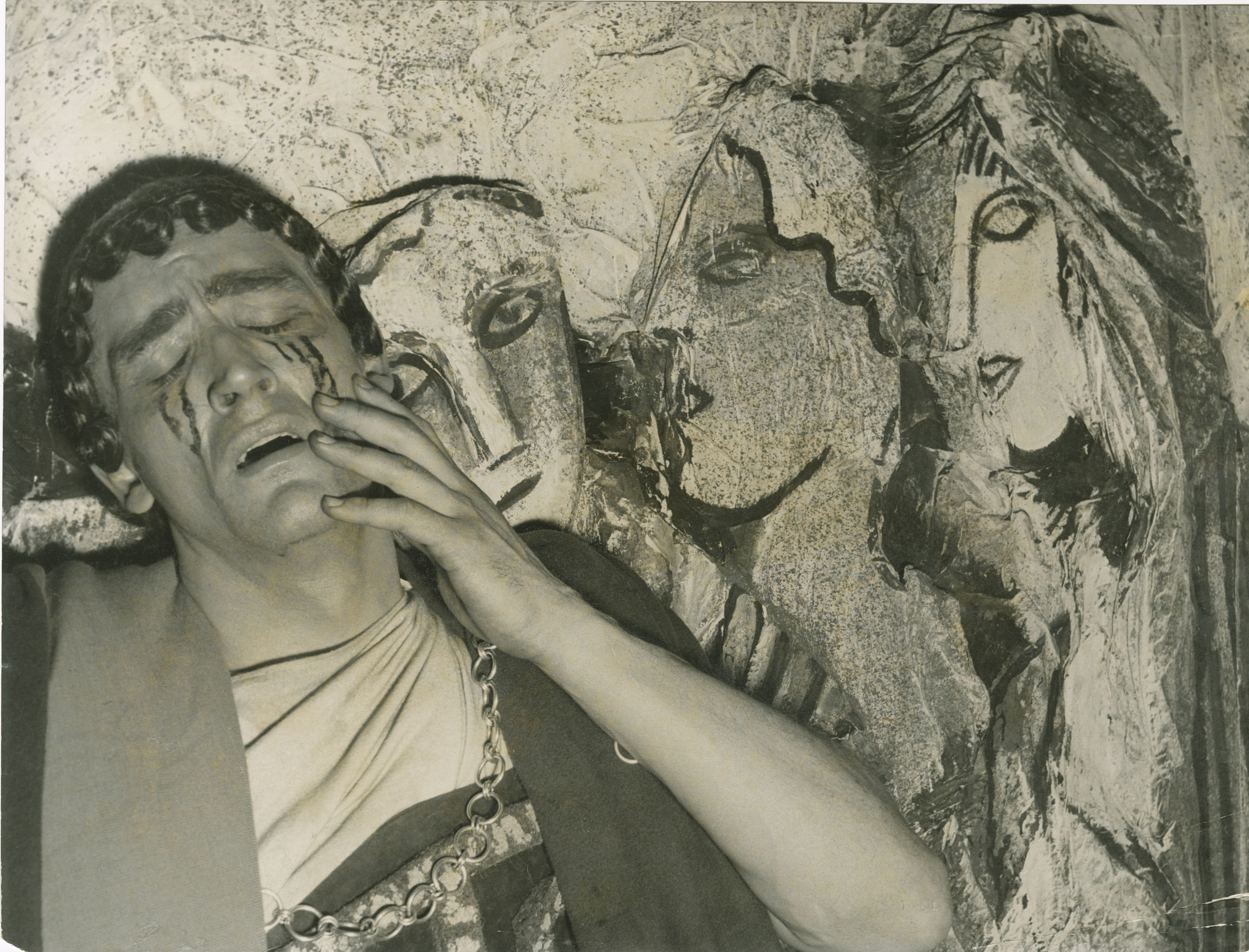
Vittorio Gassman durante l'interpretazione di Edipo Re

- Versi di Dante, letture poetiche di Vittorio Gassman, ottobre 1955.
- Kean di Alessandro Dumas, regia di Franco Enriquez, trasmessa il 29 aprile 1955.
- Edipo re di Sofocle, regia di Vittorio Gassmann e Franco Enriquez, trasmessa il 13 maggio 1955.
- Manzoni, letture poetiche di Vittorio Gassman, trasmesso il 9 ottobre 1955.
- Letture poetiche di Vittorio Gassman, trasmesse il 30 ottobre 1955.
- Amleto di William Shakespeare, regia di Claudio Fino, trasmessa il 9 novembre 1955.
- Otello di William Shakespeare (1957)
- Mostra personale di Vittorio Gassman: dal canto V dell'Inferno di Dante, Edipo re di Sofocle, Amleto e Otello di Shakespeare, regia di Giorgio Brunacci (1957)
- Oreste di Vittorio Alfieri, regia di Vittorio Gassman e Silverio Blasi, trasmessa il 30 giugno 1958.
- Adelchi di Alessandro Manzoni, regia di Vittorio Gassman, trasmessa il 3 marzo 1961.
- Il gioco degli eroi, testi di Vittorio Gassman e Ghigo De Chiara, con Edmonda Aldini, Andrea Bosic, musiche di Fiorenzo Carpi, regia di Vittorio Gassman e Silverio Blasi, trasmesso il 31 marzo 1963.
- Recital di Vittorio Gassman, per il IV centenario dalla nascita di William Shakespeare, regia di Stefano De Stefani (1964)
- Memorie dal sottosuolo, con Vittorio Gassman, trasmessa il 3 dicembre 1970.
- L'uomo dal fiore in bocca, regia di Maurizio Scaparro, trasmessa il 10 dicembre 1970.
- Amleto di William Shakespeare, con Anna Maria Ferrero, regia di Vittorio Gassman, trasmessa il 30 dicembre 1972.
- L'altro enigma, regia di Vittorio Gassman e Carlo Tuzii (1988)
- Ulisse e la balena bianca, riduzione di Vittorio Gassman da Herman Melville, regia di Vittorio Gassman, trasmessa il 28 maggio 1993.
- Camper di Vittorio Gassman, regia di Vittorio Gassman, trasmessa il 2 dicembre 1995.

## Prosa radiofonica Eiar
- La tempesta di William Shakespeare, con Gino Cervi, Paolo Stoppa, e con gli allievi della Scuola Nazionale di Arte Drammatica: Vittorio Gassman, Carlo Mazzarella, regia di Guido Salvini, trasmessa il 13 dicembre 1942.

## Prosa radiofonica Rai
- La signora dalle camelie di Alessandro Dumas, con Laura Adani, trasmessa da Radio Torino, febbraio 1946.
- Oreste, letture varie, I notturni dell'usignolo, regia di Pietro Masserano Taricco, trasmessa il 5 ottobre 1949.
- I Masnadieri di Friedrich Schiller, regia di Anton Giulio Majano, trasmessa il 13 febbraio 1950.
- Il vezzo di perle di Sem Benelli, regia di Alberto Casella, trasmessa l'11 marzo 1950.
- Oreste di Vittorio Alfieri, regia di Orazio Costa, Compagnia del Piccolo Teatro della Città di Roma, trasmessa il 16 novembre 1950.
- Romeo e Giulietta di William Shakespeare, con Massimo Girotti, Vivi Gioi, Vittorio Gassman, regia di Guido Salvini (1951)
- Peer Gynt di Jbsen, regia di Vittorio Gassman, sintesi trasmessa il 2 maggio 1951.
- Il giocatore, tre atti di Ugo Betti, Compagnia del Teatro Nazionale diretta da Guido Salvini, regia di Vittorio Gassman (1951)
- Anna per mille giorni di Maxwell Anderson, regia di Guido Salvini, trasmessa il 18 giugno 1951.
- Yo, el Rey, commedia di Bruno Cicognani, Compagnia del Teatro Nazionale diretta da Guido Salvini, regia Guido Salvini (1951)
- Avventura di Sherwood Anderson, le novelle del Secondo Programma, lettura di Vittorio Gassman, trasmessa il 12 gennaio 1952.
- Amleto di William Shakespeare, regia di Luigi Squarzina e Vittorio Gassman (1952)
- Mostra personale, letture e frammenti di Vittorio Gassman, trasmesse il 16 dicembre 1952
- Edipo Re, tragedia di Sofocle, regia di Vittorio Gassman, trasmessa il 18 ottobre 1955.
- Letture da poeti, V canto dell'Inferno, dizione di Vittorio Gassman, trasmesso il 2 gennaio 1956.
- La fuggitiva, dramma in tre atti di Ugo Betti, regia di Luigi Squarzina, trasmesso il 2 ottobre 1956.
- Mostra personale, Vittorio Gassman (1957)
- Orestiade, di Eschilo, regia di Vittorio Gassman e Luciano Lucignani, trasmessa il 15 giugno 1960.
- Noi mattatori di Amerigo Gomez, con Franca Valeri e Vittorio Gassman, lunedì 9 ottobre 1961, Secondo Programma ore 20:30.
- Adelchi di Alessandro Manzoni, regia Vittorio Gassman, trasmessa il 31 gennaio 1961.
- Ornifle', ciclo Una commedia in trenta minuti, traduzione di Vittorio Gassman, regia Luciano Lucignani (1973)

## Programmi radiofonici Rai
- Vittorio Gassman, Un giorno col personaggio, incontro al microfono di Sandro Ciotti, trasmesso lunedì 18 febbraio 1963, nel Secondo Programma ore 21:35.
- Viaggio in Oriente, suoni e impressioni raccolti da Vittorio Gassman e Ghigo De Chiara (1971)
- Diario della bottega del Teatro, presentato da Vittorio Gassman con Paola Gassman, regia di Dino De Palma 1980

## Riconoscimenti
- Mostra del cinema di Venezia
  - 1996 – Leone d'oro alla carriera
- Festival di Cannes

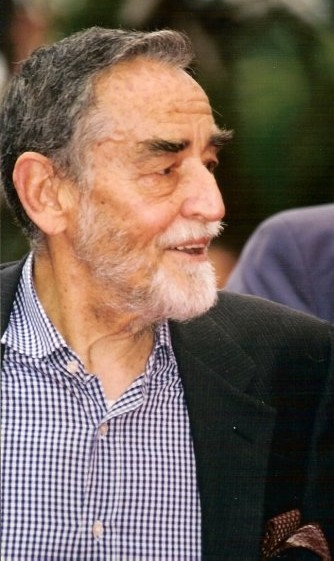
Vittorio Gassman al Festival di Cannes 1997

  - 1975 – Miglior interpretazione maschile per Profumo di donna
- Festival internazionale del cinema di San Sebastián
  - 1971 – Miglior attore per Brancaleone alle crociate
  - 1988 – Premio Donostia alla carriera
- David di Donatello
  - 1960 – miglior attore protagonista – La grande guerra
  - 1963 – Miglior attore protagonista per Il sorpasso
  - 1965 – Miglior attore protagonista per La congiuntura
  - 1967 – Miglior attore protagonista per Il tigre
  - 1975  – Miglior attore protagonista per Profumo di donna
  - 1979 – Miglior attore protagonista per Caro papà
  - 1987 – Miglior attore protagonista per La famiglia
  - 1991 – David speciale
  - 1996 – David alla carriera
- Nastri d'argento
  - 1958 – Candidatura miglior attore protagonista per Kean - Genio e sregolatezza
  - 1959 – Miglior attore protagonista per I soliti ignoti
  - 1960 – Candidatura miglior attore protagonista per La grande guerra
  - 1963 – Miglior attore protagonista per Il sorpasso
  - 1964 – Candidatura miglior attore protagonista per I mostri
  - 1967 – Candidatura miglior attore protagonista per L'armata Brancaleone
  - 1971 – Candidatura miglior attore protagonista per Brancaleone alle Crociate
  - 1975 – Miglior attore protagonista – Profumo di donna
  - 1987 – Candidatura miglior attore protagonista per La famiglia
  - 1990 – Miglior attore protagonista – Lo zio indegno
  - 1999 – Miglior attore non protagonista (insieme con il resto del cast) – La cena
  - 2000 – Nastro d'argento speciale
- Globo d'oro
  - 1974 – Globo d'oro al miglior attore – C'eravamo tanto amati
  - 1996 – Globo d'oro alla carriera
- Grolla d'oro
  - 1957 – Grolla d'oro al miglior attore – Kean - Genio e sregolatezza
  - 1975 – Grolla d'oro al miglior attore – Profumo di donna
- Ciak d'oro
  - 1987 – Miglior attore protagonista per La famiglia[32]

### Premi teatrali
- David di Donatello 1958: premio internazionale "Olimpo" per il teatro
- Premio Hystrio 1993: Premio Europa
- Premio Ubu stagione 1985-1986: Miglior attore per Affabulazione
- Premio Flaiano per il teatro[33]
  - 1986: Miglior attore per Affabulazione
  - 1994: Alla carriera

### Premi televisivi
- 45esimo Prix Italia 1993: nella categoria teatro televisivo, autore e interprete di "Ulisse e la balena bianca"

## Doppiatori
In alcuni film, anche italiani, Vittorio Gassman venne doppiato. Gli attori che gli prestarono la voce furono:
- Emilio Cigoli in L'urlo dell'inseguito, Sombrero, Rapsodia, Mambo, Il muro di vetro, La ragazza del Palio, Lo sparviero del Nilo
- Sandro Ruffini in L'ebreo errante
- Gualtiero De Angelis in Anna
- Stefano Sibaldi in La tratta delle bianche
- Enrico Maria Salerno in La donna più bella del mondo
- Pino Locchi in Vento di tempesta

## Libri
- Tre tempi di poesia, prefazione di Luigi Squarzina, Roma, Il Sagittario, 1941 - poesia
- Luca dei numeri, prefazione di Sandro De Feo, Milano, Lerici, 1965 - racconto[34]
- Un grande avvenire dietro le spalle, Milano, Longanesi, 1981 - autobiografia
- Vocalizzi, Longanesi, 1988 - poesia
- Memorie del sottoscala, con due disegni di Alessandro Gassman, Longanesi, 1990 – autobiografia (finalista Premio Strega)[35]
- Ulisse e la balena bianca, Longanesi, 1992 - teatro
- Mal di parola, Longanesi, 1992 - narrativa
- Camper, Longanesi, 1994 - teatro
- Lettere d'amore sulla bellezza, Longanesi, 1996 – libro-conversazione con Giorgio Soavi
- Bugie sincere, Longanesi, 1997 - teatro

Postumi uscirono: L'educazione teatrale (2005), scritto negli anni dell'Accademia insieme a Luciano Salce, Intervista sul teatro (2002) e Case in cui ho abitato (2016).

## Discografia parziale

### Album
- 1953 - Brani scelti dall'Otello di Shakespeare (Cetra, CLV 0604, LP 10") con Anna Maria Ferrero e Salvo Randone
- 1959 - Il Mattatore (Cetra, CLV 0609, LP 10")
- 1963 - Teatro (LP)
- 1965 - Pascoli (Cetra, CLC 0834, LP) con Alberto Lupo e Paolo Carlini
- 1970 - Foscolo (Cetra, CLC 0846, LP) con Carlo D'Angelo e Paolo Carlini
- 1972 - Montale (Fonit Cetra, LPZ 2034, LP)
- 1973 - Il trasloco (Fonit, LPZ 2037, LP)
- 1974 - La solitudine (Cetra, CLC 850, LP) con Giorgio Albertazzi
- 1985 - Naufrago d'amore (Five Record, FM 13538, LP)
- 1994 - Camper (Teatro Musica, CD) con Alessandro Gassmann, Sabrina Knaflitz, Jacopo Gassman
- 2000 - Vittorio Gassman: Antologia Personale (Luca Sossella Editore, 4 CD + libro) a cura di Luca Sossella, musiche di Nicola Piovani
- Leopardi - Canti (Cetra, CLC 0829, LP) con Arnoldo Foà, Giorgio Albertazzi, Alberto Lupo
- Secondo Novecento (Stereoletteraria, SLI 24, LP)

### Singoli
- Dante Alighieri - Inferno canto quinto (Cetra, CL 0401, 7")
- 1955 - Dante Alighieri - Paradiso canto XXXIII (Cetra, CL 0402, 7")
- 1955 - I promessi sposi (Cetra, CL 0414, 7")
- 1955 - Amleto (Cetra, CL 0415, 7")
- 1955 - Le poesie di A. Manzoni (Cetra, CL 0416, 7")
- 1955 - Pascoli - Poesie (Cetra, CL 0417, 7")
- 1955 - Saba (Cetra, CL 0420, 7")
- 1956 - Poeti moderni (Cetra, CL 0426, 7")
- 1956 - Il sonetto attraverso i tempi (Cetra, CL 0427, 7")
- Dante Alighieri - Inferno canto XXVI (Cetra, CL 0437, 7")
- I sepolcri (Cetra, CL 0438, 7")
- Leopardi (Cetra, CL 0439, 7")
- Leopardi (Cetra, CL 0440, 7")
- 1958 - Mistici del '200 (Cetra, CL 0441, 7")
- Gassman ne Il Mattatore (Cetra, CL 0443, 7")
- Gassman ne Il Mattatore (Cetra, CL 0444, 7")
- Elogio Olimpico - Poesie sportive (Cetra, CL 0457, 7")
- Manzoni - Adelchi (Cetra, CL 0458, 7") con Carlo D'Angelo
- Eschilo - Coefore (Cetra, CL 0459, 7") con Valentina Fortunato e Bianca Maria Fabbri
- 1960 - Pascarella - Villa Gloria (Cetra, CL 0470, 7")

### Partecipazioni
- Irma la dolce (Cetra, CLV 0607, 10")

## Onorificenze

### Tributi
Il comune di Roma ha dedicato a Gassman ben due toponimi in due diverse zone della capitale: Largo Vittorio Gassman all'interno di Villa Borghese, nel quartiere Pinciano, nel 2003, e Lungotevere Vittorio Gassman in un'area industriale nel quartiere Portuense, nel 2006 (la denominazione precedente era Lungotevere dei Papareschi). Gassman, Anna Magnani e Marcello Mastroianni sono così i soli attori a essere ricordati da due diverse aree di circolazione nel comune di Roma.
Sempre a Roma, nel 2004 lo storico Teatro Quirino fu denominato in suo onore Teatro Quirino – Vittorio Gassman. Durante l'inaugurazione ufficiale del 23 settembre 2004 il figlio Alessandro Gassmann commentò che avere un "suo" teatro rappresentava l'unico sogno che durante la sua prestigiosa carriera Vittorio non era mai riuscito a realizzare.
In occasione del decennale della scomparsa dell'attore, il 29 giugno 2010 il comune di Milano ha intitolato in suo nome una via del quartiere periferico Adriano – Marelli, il comune di Narni ha intitolato in suo nome una piazza in una zona residenziale di nuova costruzione mentre il 1º settembre dello stesso anno la Mostra del Cinema di Venezia si è aperta con il documentario a lui dedicato Vittorio racconta Gassman, realizzato da Giancarlo Scarchilli insieme ad Alessandro Gassmann.
A partire dal 2010 il Bif&st di Bari assegna un Premio intitolato a Vittorio Gassman per il giovane attore rivelazione (dal 2011 al miglior attore protagonista) tra i film del festival.
Gallarate intitola a suo nome il Teatro Condominio. Il figlio Alessandro Gassman ha chiesto di cambiare l'intitolazione del teatro dopo che vi è stato ospitato il Remigration Summit organizzato dall'estrema destra europea. 
Il comune di Genova, nel quartiere di Struppa, ha intitolato a Vittorio Gassman la via dove è nato.